# Heteroconis pennyi
Heteroconis pennyi är en insektsart som beskrevs av Meinander 1990. Heteroconis pennyi ingår i släktet Heteroconis och familjen vaxsländor. Inga underarter finns listade i Catalogue of Life.